# Копецкий, Чеслав Васильевич
Чеслав Васильевич Копецкий (1 марта 1932 — 27 января 1988) — советский химик и металловед, доктор технических наук (1973), член-корреспондент АН СССР (1979). Лауреат двух Государственных премий СССР.

## Биография
Родился в селе Носиковка Винницкой области. Окончил Московский институт стали и сплавов (1954).
До 1957 года — инженер на Подольском механическом заводе. В 1957—1966 годах — научный сотрудник Института металлургии АН СССР.
С 1966 года работал в Институте физики твёрдого тела АН СССР. Одновременно с 1978 года — профессор Московского института стали и сплавов. Член-корреспондент АН СССР по Отделению физикохимии и технологии неорганических материалов (1979).
С 1 января 1984 года — первый директор Института проблем технологии микроэлектроники и особо чистых веществ АН СССР.
Область научных интересов — разработка методов получения высокочистых металлов и сплавов, изучение физики и химии поверхности металлов и сплавов (в частности, межзёренных границ), создание технологии тугоплавких металлов и сплавов.
Разработал метод электронно-лучевой зонной плавки тугоплавких металлов высокой чистоты. Сформулировал основные структурные принципы технологии обработки тугоплавких металлов с объёмно центрированной кубической решёткой.
Похоронен на Введенском кладбище (4 уч.).

## Награды
- Орден «Знак Почёта» (1971)
- Орден Трудового Красного Знамени (1975, 1981)
- Орден Октябрьской революции (1986)
- Государственная премия СССР (1968, 1983)